# (33692) 1999 JS133
1999 JS133 (asteroide 33692) é um asteroide da cintura principal. Possui uma excentricidade de 0.15791670 e uma inclinação de 14.09173º.
Este asteroide foi descoberto no dia 14 de maio de 1999 por CSS em Catalina.